# Llajtaymanta

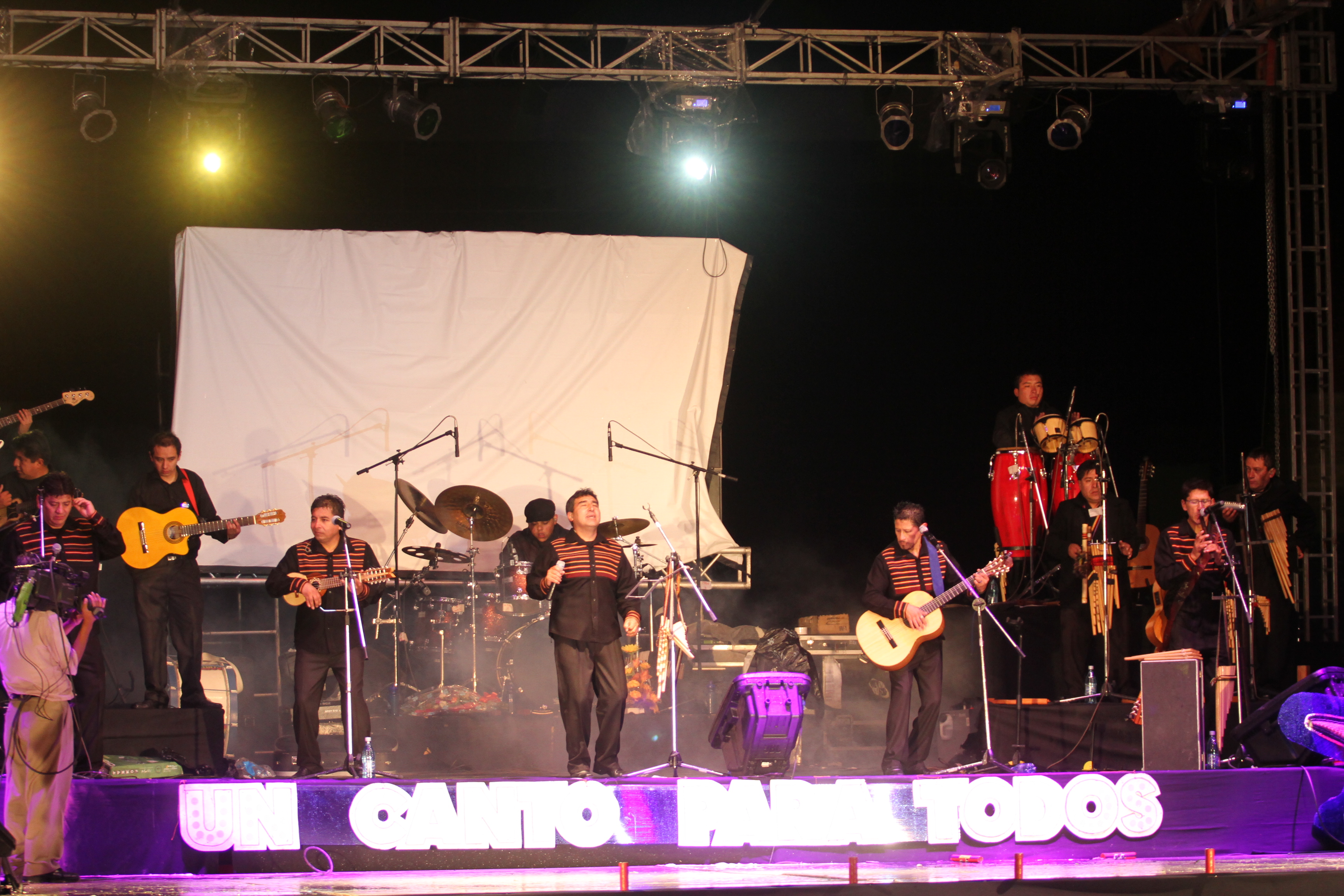

Llajtaymanta es una agrupación folclórica boliviana, considerada una de las más importante de su país, formada en Oruro en 1986 por Orlando Andia (voz, percusión menor), Benjamín Carvallo ( voz, charango y Compositor ), Henry Álvarez (voz, vientos ), Ramiro Flores ( voz y segunda guitarra),y Álvaro Álvarez. El nombre del grupo significa en quechua "de mi tierra".

## Historia
El grupo Llajtaymanta se formó el 7 de abril de 1986, por Orlando Andia Benjamín Carvallo, Henry Álvarez, Ramiro Flores y Álvaro Álvarez, entusiastas compañeros de colegio del Colegio Virgen del Mar de la ciudad de Oruro.
Sin embargo en 1984 ya habían debutado en el programa de Radio Bolivia "Espectáculos de Gala", conducido por el periodista, Pedro Rubín de Celis, tocando canciones de grupos conocidos como Savia Andina, Kjarkas y Amanecer.
Su primer álbum “Kasori - El Extraño” fue lanzado en 1986. Durante la grabación del mismo pasaron momentos gratos y otros difíciles. En 1990 el grupo es reconocido como uno de los grupos revelación del año.
Para 1991 Llajtaymanta comienza a abrirse paso en el mercado boliviano de música folklórica. Su álbum titulado “Con el alma enamorada” es bien recibido por el público y se destaca el tema “Cárcel de amor”.
En 1996 Llajtaymanta presenta el disco 10 años de Música, cuya característica fue la incursión de Orlando Andia como vocalista principal. Desde ese año el Grupo se reafirma con sus cinco integrantes fundadores: Álvaro, Benjamín, Henrry, Orlando y Ramiro. De este disco sobresale la canción “Oruro te quiero más”.
Desde el primer álbum musical en 1986, hasta el año 2001, fueron grabados, editados y comercializados por la empresa discográfica "Heriba", posteriormente, desde el año 2002 con el álbum " Sentimientos" la producción general para a la empresa discográfica "Discolandia", misma en la que permanecen hasta la actualidad.
El año 2003 trae un disco que también será galardonado con Discos de Oro: “Sin Llorar” y su canción principal “La Brujita”.
El año 2004, con la inclusión de Iván Quintana, vuelven al formato de 6 integrantes, sin embargo, solo duraría 2 años. Posteriormente, queda como músico de apoyo, junto a otros músicos que enriquecen la musicalidad y variedad en el grupo.
Cabe resaltar que el año 2007, editan el álbum "A bailar!", el primero de una serie de álbumes musicales con carácter netamente festivo con temas dedicados a fraternidades del carnaval de Oruro, gran poder de la paz  y hasta Urkupiña en Cochabamba, principalmente con ritmos como morenada, caporales, diablada, tinku, etc. 
El año 2009 editan su álbum "Gracias, público querido" uno de los mejores de su discografía, incluyen batería acústica, cambian de estudio de grabación ( De Discolandia-Polifonía estudios a Terranova estudio, la comercialización permanece en Discolandia).
El año 2011 cumplen 25 años y lo celebraron con el estreno de un nuevo álbum musical con canciones variadas entre música latina y neofoklore como era de costumbre en sus producciones musicales, además de una serie de conciertos por todo el país, llevando un show muy particular y creativo.
Ya en 2015, con la salida de Álvaro Álvarez, se realizan varios cambios y adaptaciones, pero conservando la esencia.
En 2018, el exintegrante, Álvaro Álvarez, sufre un accidente quedando en coma, el grupo lo reincorpora de forma simbólica antes de su fallecimiento en 2019.
Las producciones audiovisuales continúan sin pausa, de esta forma es que, en 2022, presentan el álbum " A bailar! 8" y en 2023, en ocasión del 99 aniversario de la fraternidad Morenada Central  Oruro fundada por la comunidad cocani, estrenan el álbum " Cocani centenario" con morenadas representativas de dicha fraternidad, además de temas inéditos.
En varias entrevistas y conciertos, los integrantes mencionaron el estreno de un nuevo álbum musical fuera del carácter festivo de la serie A bailar, con canciones no ligadas a fraternidades y regresando a los 3 pilares musicales de Llajtaymanta: música autóctona, neofoklore y música latina.

## Miembros

#### Miembros actuales
- Orlando Andia:  Voz tenor, vientos, percusión menor (1986-presente)
- Benjamín Carvallo: Voz tenor, charango, compositor principal (1986-presente)
- Henry Álvarez:  Voz barítono, vientos, guitarra (1986-presente)
- Ramiro Flores: Voz bajo, guitarra (1987-presente)

#### Miembros anteriores
- Álvaro Álvarez (1986-2016) Guitarra, barítono, dirección musical, compositor.
- Fernando Crespo (1995) Voz tenor.
- Aldo Cabrera (1994) Voz tenor.
- Williams Farro (1986-1994) Voz tenor, compositor.
- Gonzalo Guzmán (1990-1994): Charango, compositor.
- Gonzalo Peñaranda (1986-1987): Guitarra, voz bajo.
- Walter Corico (1986) Voz bajo.
- Iván Quintana (2004-2005): Aerofonos andinos( Quenas y zampoñas), voz tenor.

## Discografía
- 1986: Kasori - El extraño (Heriba)
- 1988: No más (Heriba)
- 1990: Un canto para todos (Heriba)
- 1991: Con el alma enamorada (Heriba)
- 1992: Para tí (Heriba)
- 1994: Lo mejor (recopilatorio) (Heriba)
- 1995: De mi tierra (Heriba)
- 1996: Diez años de música integrando Bolivia (PL producciones - Heriba)
- 1999: Nada nos separará (Heriba)
- 2001: Con orgullo boliviano (Heriba)
- 2021: Para tí (Reedición) (Heriba)
- 2002: Sentimientos (Discolandia)
- 2003: Sin llorar (Discolandia)
- 2004: Lo mejor vol.2 (Recopilatorio) (Heriba)
- 2006: Este es mi país (Discolandia)
- 2007: A bailar! 1 (Discolandia)
- 2009: Gracias público querido! (Discolandia)
- 2010: A bailar! 2 (Discolandia)
- 2011: 25 años (Discolandia)
- 2013: A bailar! 3 (Discolandia)
- 2016: A bailar! 4 (Discolandia)
- 2018: A bailar! 5 (Discolandia)
- 2021: A bailar! 6-7 (Independiente)
- 2022: A bailar! 8 (Discolandia)
- 2023: Cocani centenario (Discolandia)